# Thomas Kingos Sogn
Thomas Kingos Sogn er et sogn i Odense Sankt Knuds Provsti (Fyens Stift).
Thomas Kingos Kirke blev indviet i 1924. Samme år blev Thomas Kingos Sogn udskilt fra Sankt Knuds Sogn, som lå i Odense Købstad. Den hørte geografisk til Odense Herred i Odense Amt og blev ved kommunalreformen i 1970 kernen i Odense Kommune.
Munkebjerg Kirke blev indviet i 1961. Allerede i 1953 var Munkebjerg Sogn udskilt fra Sankt Knuds Sogn, Vor Frue Sogn og Thomas Kingos Sogn.
I sognet findes følgende autoriserede stednavne:
- Hunderup (bebyggelse, ejerlav)